# Loa Rada
Rada è un'importante famiglia di loa del vudù haitiano.

## Ambito di appartenenza
Essi comprendono gli spiriti più anziani, che possono essere ricondotti direttamente al vudù di Dahomey, nell'Africa occidentale.

## Etimologia
"Rada" è una parola che ha affinità con arará, ed anche con gli orisha yoruba.

## Funzione
I rada loa sono custodi dell'etica, morale e principi e sono relativi all'Africa, mentre i petro loa sono collegati al Nuovo Mondo  Occidentale, e sono considerati più aggressivi. Alcuni loa (ad esempio Erzulie) hanno entrambe le manifestazioni rada e petro. Spesso ci si riferisce erroneamente ai loa rada come a delle entità "benevole", mentre i loa petro sarebbero il lato "oscuro e maligno" del vudù. Ciò è fuorviante: i rada possono essere invocati per fare il male, mentre i petro possono guarire o eseguire dei lavori a fin di bene. Più accuratamente debbono essere considerati come spiriti "freddi" e "caldi" rispettivamente.

## Tipi di loa Rada
Alcuni loa rada: Papa Legba, Loco, Ayizan, Anaisa Pye, Damballa, Ayida Wedo, Erzulie, Agwé.